# 山岸理子
山岸 理子（やまぎし りこ、1998年11月24日 - ）は、日本の女優、歌手、元アイドルで、ハロー!プロジェクトに所属するつばきファクトリーの元メンバーおよび初代リーダー。愛称はりこりこ。イメージカラーはライトグリーン。
千葉県出身。血液型B型。身長155 cm。アップフロントクリエイト所属。

## 略歴
2012年
- 6月、ハロプロ研修生に加入。
- 6月17日、『ハロプロ研修生 発表会 2012〜6月の生タマゴShow!〜』にて、小田さくら、岡村里星、野村みな美とともに新メンバーとして紹介された。

2013年
- 5月5日、『ハロプロ研修生 発表会2013〜春の公開実力診断テスト〜』にて、℃-uteの「この街」を披露。

2014年
- 5月4日、『ハロプロ研修生 発表会2014〜春の公開実力診断テスト〜』にて、℃-uteの「会いたい 会いたい 会いたいな」を披露。
- 『℃-uteコンサートツアー2014春〜℃-uteの本音〜』に浜浦彩乃、室田瑞希、牧野真莉愛、藤井梨央とともにチャレンジアクトとして帯同。

2015年
- 『9→10周年記念℃-uteコンサートツアー2015春〜The Future Departure〜』に加賀楓、段原瑠々、橋本渚とともにチャレンジアクトとして帯同。
- 4月29日、つばきファクトリーに加入することが発表された。
- 8月8日、中野サンプラザで行われた『Hello! Project 2015 SUMMER 〜CHALLENGER〜』にて、つばきファクトリーのリーダーに就任することが発表された。

2017年
- 2月22日、シングル「初恋サンライズ/Just Try!/うるわしのカメリア」でつばきファクトリーとしてメジャーデビュー。
- 4月27日、1st写真集『理子』を発売。

2020年
- 5月13日、2nd写真集『R-21』を発売。
- 5月15日、Instagramを開始。

2023年
- 4月13日、同年の秋ツアーをもってつばきファクトリーおよびハロー!プロジェクトを卒業し、舞台女優の道に進むことを発表。
- 8月20日、卒業公演の日程と会場が正式に決定したことを発表。
- 10月18日、3rd写真集『GR』を発売。
- 11月6日、日本武道館で行われた卒業公演『つばきファクトリーコンサートツアー 2023秋 可惜夜 〜山岸理子・岸本ゆめの卒業スッぺシャル〜暁』をもってつばきファクトリーおよびハロー!プロジェクトを卒業。

2024年
- 1月9日、M-line clubへの加入が発表された。所属事務所をアップフロントプロモーションからアップフロントクリエイトへ移籍。X（旧Twitter）を開始。
- 3月1日、アメーバブログに『山岸理子オフィシャルブログ』を開設。
- 8月1日、適応障害と診断されたため、出演を予定していた舞台『幕が上がる』を降板することが発表された。

## 人物
- 趣味は一人で映画を観に行くこと、カフェ巡り、ショッピング、音楽鑑賞[26][27]。
- ミニチュアダックスフンドのアニーを飼っていたが、2016年に他界[26][28]。2020年からは、ティーカッププードルのサンディを飼っている[29]。
- 好物は豆もやし、とろろ、枝豆、納豆、ウメ、果物。苦手な物はシイタケ、人参の漬物、ウニ、牡蠣[26]。得意教科は国語[30]。
- 座右の銘は「みんなちがって、みんないい。」[1]。
- 幼少期、一緒にダンスを習っていた友人が芸能のオーディションを受けていたことに触発され、ハロプロ研修生のオーディションを受ける。オーディション雑誌に、研修生はハロプロメンバーのバックダンサーになれると書かれていたことが決め手となったという[31]。
- 憧れの先輩は、鈴木愛理（元℃-ute）、譜久村聖（元モーニング娘。）[32]。

## 作品

### シングル
インディーズシングル
- おへその国からこんにちは/天まで登れ!（2013年12月20日、UP-FRONT WORKS）[33]

### 配信楽曲
| 発売日        | タイトル       | 備考 |
| ------------- | -------------- | ---- |
| 2023年11月7日 | かっちょ良い歌 |      |

### アルバム
インディーズアルバム
- ① Let's say “Hello!”（2015年2月18日、UP-FRONT WORKS）[34]

### DVD / Blu-ray
- ハロプロ研修生密着 2013年冬（2014年5月22日、UP-FRONT WORKS）[35]
- ℃-uteコンサートツアー2014春〜℃-uteの本音〜（2014年10月8日、zetima）[36]
- 9→10(キュート)周年記念℃-uteコンサートツアー 2015春〜The Future Departure〜（2015年9月9日、zetima）[37]

## 出演

### コンサート
- つばきファクトリー コンサートツアー 2024 春「C'mon Everybody !」 新沼希空卒業スッペシャル ～ Ready Go!Now! ～（2024年6月10日、日本武道館） - ゲスト出演

### 舞台
- ミュージカル『熱帯男子』（2013年2月7日 -17日、全労済ホール／スペース・ゼロ） - えつ子 役
- 演劇女子部『僕たち可憐な少年合唱団』（2014年3月14日 - 23日、池袋シアターグリーン BOX in BOX THEATER） - ゆりあ 役
- 劇団「秦組」 vol.6『くるくると死と嫉妬』（2014年12月3日 - 11日、あうるすぽっと）
- 演劇女子部 ミュージカル『サンクユーベリーベリー』（2015年10月8日 - 18日、池袋シアターグリーン BIG TREE THEATER） - 小西眞佳 役
- 演劇女子部『気絶するほど愛してる！』（2016年3月25日 - 4月3日、池袋シアターグリーン BIG TREE THEATER） - 節子 役
- 演劇女子部『続・11人いる！東の地平・西の永遠』（2016年6月11日・12日、京都劇場 / 16日 - 26日、池袋サンシャイン劇場） - アテナイ 役（ウエスト公演）
- 演劇女子部『ネガポジポジ』（2016年11月3日 - 20日、池袋シアターグリーン BIG TREE THEATER） - 由美 役（チームA）
- 演劇女子部『遙かなる時空の中で6 外伝 〜黄昏ノ仮面〜』（2019年6月6日 - 23日、サンシャイン劇場・メルパルクホール） - 駒野千代 役[38]
- STAGE VANGUARD「悪嬢転生」リニューアル公演（2023年5月24日、COTTON CLUB） - ゲスト出演[39]
- 舞台『咎人の刻印〜レミニセンス〜』（2024年1月18日 - 28日、紀伊國屋ホール）[40]
- 『ブラック・ジャック』漫劇!! 手塚治虫 第5巻 The Fusion of Comics & Theater（2024年3月20日 - 24日、博品館劇場）[41]
- 大人の麦茶 ラストオーダー『ネムレナイト』（2024年4月10日 - 21日、下北沢ザ・スズナリ）[42]
- 舞台『くちびるに歌を』（2024年6月6日 - 10日、あうるすぽっと）[43]
- 『アイディール・セミナー』(2024年12月11日-15日、新宿村LIVE）-桃瀬ゆかり 役[44]
- 『アイディール・セミナー/2nd session』(2025年4月9日-13日、シアターサンモール）-早乙女真琴 役[45]
- 東京印vol.27『THEATER』〜君に会いたい〜（2025年4月30日 - 5月4日、ザ・ポケット）[46]
- 『アイディール・セミナー/Final session』(2025年6月4日-8日、こくみん共済 coop ホール/スペース・ゼロ）-早乙女真琴 役[47]
- 青空メロディーズ〜Last melody〜　2025年7月24-27日（CBGKシブゲキ‼）[48]

#### 降板
- 舞台『幕が上がる』（2024年8月21日 - 25日、シアター1010 / 9月14日、箕面市立文化芸能劇場）[49]
  - 2024年8月1日、適応障害と診断されたため本作を降板することが発表された[25]。

### テレビ
- ハロプロ研修生のただ今研修中！（2013年4月 - 9月、アイドル専門チャンネルPigoo）[50]
- 〜おねだりエンタメ!〜はぴ★ぷれ（2013年10月5日 - 2014年9月27日、BS日テレ）[51]

## 書籍

### 写真集
- 理子（2017年4月27日、ワニブックス、撮影：唐木貴央）ISBN 978-4-8470-4917-0 [15]
- R-21（2020年5月13日、オデッセー出版、撮影：根本好伸）ISBN 978-4-908643-48-4 [16]
- GR（2023年10月18日、オデッセー出版、撮影：西村康）ISBN 978-4-908643-95-8 [20]

### 雑誌
- UP to boy 2016年1月号 Vol.237（2015年11月21日、ワニブックス）
- UP to boy 2016年6月号 Vol.242（2016年4月23日、ワニブックス）
- Top Yell NEO（2016年6月30日、竹書房）
- G(グラビア)ザテレビジョン vol.47（2016年9月7日、KADOKAWA）
- 週刊ファミ通（2017年7月20日、Gzブレイン）

### フリーペーパー
- 月刊HMV no.64（2016年6月15日）

## 所属グループ・ユニット
- つばきファクトリー（2015年 - 2023年）
- シャッフルユニット
  - ハロプロ・オールスターズ（2018年 - 2020年）